# Helinus brevipes
Helinus brevipes är en brakvedsväxtart som beskrevs av Ludwig Radlkofer. Helinus brevipes ingår i släktet Helinus och familjen brakvedsväxter. Inga underarter finns listade i Catalogue of Life.